# Concavada
Concavada ist ein Dorf und eine ehemalige Gemeinde (Freguesia) im portugiesischen Kreis Abrantes im Distrikt Santarém.

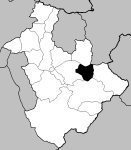
Lage der Freguesia Concavada im Kreis Abrantes bis September 2013

Die Freguesia Concavada hatte eine Fläche von 20,5 km² und 653 Einwohner (Stand 30. Juni 2011).

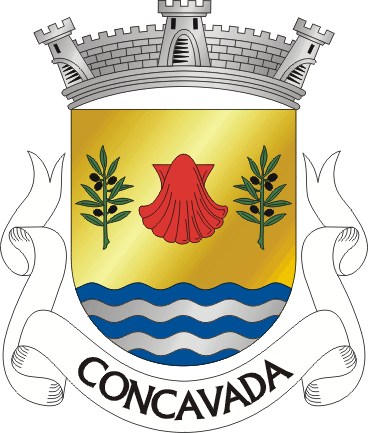
Das Wappen der ehemaligen Freguesia

Am 29. September 2013 wurden die Freguesias Concavada und Alvega zur neuen Freguesia União das Freguesias de Alvega e Concavada zusammengefasst.